# Senatori della X legislatura del Regno d'Italia
Elenco dei senatori della X legislatura del Regno d'Italia nominati dal re Vittorio Emanuele II divisi per anno di nomina.
Il numero indicato è quello della serie cronologica ufficiale.

## 1867

### 2 maggio
- 415. Giuseppe Mirabelli

### 30 giugno
- 416. Raffaele Conforti
- 417. Gregorio Caccia
- 418. Saverio Francesco Vegezzi

## 1868

### 9 gennaio
- 419. Pompeo Provana del Sabbione

### 12 marzo
- 420. Ignazio De Genova di Pettinengo
- 421. Michelangelo Tonello
- 422. Antonio Panizzi
- 423. Luigi Mannelli
- 424. Giuseppe Mischi
- 425. Gioacchino Napoleone Pepoli
- 426. Augusto Nomis di Cossilla
- 427. Giuseppe Devincenzi
- 429. Rinaldo Ruschi
- 430. Amedeo Chiavarina di Rubiana
- 431. Giuseppe Griffoli

### 14 giugno
- 432. Enrico Guicciardi

### 6 dicembre
- 433. Ferdinando Cavalli
- 434. Andrea Cittadella Vigodarzere
- 435. Giambattista Collacchioni
- 436. Giuseppe Cornero
- 437. Nicola De Luca
- 438. Francesco Finocchietti
- 439. Giuseppe Grixoni
- 440. Carlo Mayr

## 1869

### 28 febbraio
- 441. Gerolamo Maglione
- 442. Michele Pironti
- 443. Luigi Caracciolo

### 14 agosto
- 444. Giuseppe Gadda

## 1870

### 6 febbraio
- 445. Rodolfo Audinot
- 446. Giovanni Barbavara di Gravellona
- 447. Nino Bixio
- 448. Cesare Cabella
- 449. Antonio Ciccone
- 450. Pietro Cipriani
- 451. Vincenzo Errante
- 452. Stefano Jacini
- 453. Fortunato Padula
- 454. Casimiro Pisani
- 455. Alessandro Rossi
- 456. Scipione Sighele

### 2 giugno
- 457. Giacomo Medici